# Chromatomyia nordica
Chromatomyia nordica är en tvåvingeart som beskrevs av Spencer 1981. Chromatomyia nordica ingår i släktet Chromatomyia och familjen minerarflugor.
Artens utbredningsområde är Kalifornien. Inga underarter finns listade i Catalogue of Life.